# Gysbert Japicxpriis
De Gysbert Japicxpriis, genoemd naar de zeventiende-eeuwse Friese dichter Gysbert Japicx, is een prijs voor oorspronkelijk Fries literair werk. Deze literatuurprijs wordt toegekend door Gedeputeerde Staten van Friesland, die zich laten adviseren door een zogeheten 'adviescommissie' - dat is een vakjury. De prijswinnaar ontvangt een oorkonde en een geldbedrag. Dat laatste is in de loop der tijd regelmatig verhoogd. In 2015 bedroeg het € 10.000, met daarnaast een geoormerkte som van € 5.000 om werk van de prijswinnaar te vertalen.
De Gysbert Japicxpriis bestaat sinds 1947 en is in dezelfde tijd ingesteld als de P.C. Hooft-prijs. De frequentie van de prijstoekenning varieerde in de loop der jaren. In 1952 stelden Gedeputeerde Staten voor de prijs voortaan om het jaar uit te reiken. In de tussenliggende jaren zou dan de Joost Halbertsmaprijs worden uitgereikt. Tot 1953 werd de prijs jaarlijks toegekend, daarna tot 1983 om de twee jaar, en daarna tot 2001 om de drie jaar, waarna teruggekeerd werd tot een toekenning om het jaar, afwisselend voor proza en poëzie. De uitreiking vindt plaats in Bolsward, de geboorteplaats van de naamgever van de prijs, op de derde donderdag van oktober.

## Winnaars
- 2023 - Jetske Bilker: Spegel en sonde (roman)
- 2021 - Eeltsje Hettinga: Dichter fan Fryslân (2017-19)
- 2019 - Aggie van der Meer: De achttjin (roman)
- 2017 - Eppie Dam: Fallend ljocht
- 2015 - Koos Tiemersma: Einum (roman)
- 2013 - Jacobus Q. Smink: Sondelfal (bundel)
- 2011 - Durk van der Ploeg: gehele oeuvre
- 2009 - Anne Feddema: Reidhintsje op ’e Styx (poëzie)
- 2007 - Josse de Haan: gehele oeuvre
- 2005 - Abe de Vries: In waarm wek altyd (poëzie)
- 2003 - Willem Tjerkstra: Ridder fan Snits (roman)
- 2001 - Tsjêbbe Hettinga: Fan oer see en fierder (dichtbundel)
- 1998 - Piter Boersma: It libben sels (roman)
- 1995 - Trinus Riemersma: De reade bwarre (roman)
- 1992 - Steven H.P. de Jong: De Wuttelhaven del (roman)
- 1989 - Anne Wadman: gehele oeuvre
- 1986 - Tiny Mulder: gehele oeuvre
- 1983 - Sjoerd van der Schaaf: De bijekening (roman)
- 1981 - Reinder Rienk van der Leest: Kunst en fleanwurk (dichtbundel)
- 1979 - Ypk fan der Fear: gehele oeuvre
- 1977 - Jan Wybenga: Lyts Frysk deadeboek (dichtbundel)
- 1975 - Rink van der Velde: gehele oeuvre
- 1973 - Willem Abma: De âlde en de leave hear: as lead om âld izer, Op libben en dea en  Mosken en goaden (dichtbundels)
- 1971 - Paulus Akkerman: It roer út hannen (roman), Foar de lins/Dat sadwaende (essays)
- 1969 - niet toegekend
- 1967 - Trinus Riemersma: Fabryk (roman)
- 1965 - Jan Wybenga: Barakkekamp (dichtbundel)
- 1963 - Jo Smit: Bisten en boargers (verhalenbundel)
- 1961 - Marten Sikkema: gehele oeuvre
- 1959 - Eeltsje Boates Folkertsma (geweigerd): Eachweiding (essays)
- 1957 - Douwe Tamminga: Balladen (dichtbundel)
- 1955 - Ulbe van Houten: De hillige histoarje (Bijbelverhalen), De sûnde fan Haitze Holwerda (roman)
- 1953 - Rixt: De gouden rider (dichtbundel)
- 1952 - Anne Wadman: Kritysk konfoai (essays)
- 1951 - Sjoerd Spanninga: Spegelskrift en Núnders (dichtbundels)
- 1950 - Ype Poortinga: Elbrich (roman)
- 1949 - Fedde Schurer: Simson (Bijbels drama), berijmingen van It boek fan 'e psalmen
- 1948 - Nyckle Haisma (postuum): Simmer (novelle)
- 1947 - Obe Postma: It sil bistean (dichtbundel)

Anne Wadman kreeg de prijs tweemaal toegekend; in 1952 en in 1989. Ook Trinus Riemersma kreeg de prijs tweemaal toegekend; in 1967 en in 1995.

## Conflicten rond de Gysbert Japicxpriis
- In 1950 stelde de vakjury voor de prijs te verdelen tussen Ype Poortinga, als hoofdwinnaar, en Anne Wadman, als tweede winnaar. Gedeputeerde Staten besloten alleen Poortinga als winnaar aan te merken.
- In 1953 kwam er grote maatschappelijke kritiek op de bekroning van het als onzedelijk beschouwde dichtwerk van dichteres Rixt.
- In 1959 weigerde Eeltsje Boates Folkertsma de prijs.
- In 1961 ontstond binnen de vakjury onenigheid. Jurylid Marten Brouwer meende dat zijn mede-juryleden niet-literaire criteria wilde toepassen, en bedankte als lid.[3] De prijs werd dat jaar toegekend aan Marten Sikkema.
- In 1969 droeg de vakjury het dichterscollectief 'Operaesje Fers' voor. Gedeputeerde Staten volgden dat advies niet en besloten de prijs dat jaar niet toe te kennen.
- In 1977 kon de vakjury niet tot een oordeel komen. Gedeputeerde Staten wezen toen zelfstandig Jan Wybenga als winnaar aan.
- In 2003 kritiseerden Gedeputeerde Staten openlijk het advies van de vakjury om de prijs toe te kennen aan Willem Tjerkstra. Gedeputeerde Bertus Mulder was van mening dat Durk van der Ploeg de prijs had verdiend. Toch volgden Gedeputeerde Staten het advies van de vakjury om Tjerkstra de prijs toe te kennen.

## Trivia
- In 1951 werd de prijs aan Sjoerd Spanninga uitgereikt tijdens een besloten bijeenkomst van Gedeputeerde Staten op het Provinciehuis te Leeuwarden. Hiertoe was overgegaan omdat Spanninga had verzocht te worden vrijgesteld van een publieke huldiging.[4]
- Ook in 1976 vond de uitreiking op het Provinciehuis plaats. Net als Spanninga in 1951 voelde prijswinnaar Rink van der Velde niets voor een feestelijke bijeenkomst te Bolsward.[5]
- In 1986 werd de prijs niet op de traditionele derde donderdag van oktober uitgereikt, maar pas op 20 november. Prijswinnares Tiny Mulder verbleef in de Verenigde Staten en kon niet op tijd terugkeren.[2]